# Raimondo Berengario IV di Barcellona

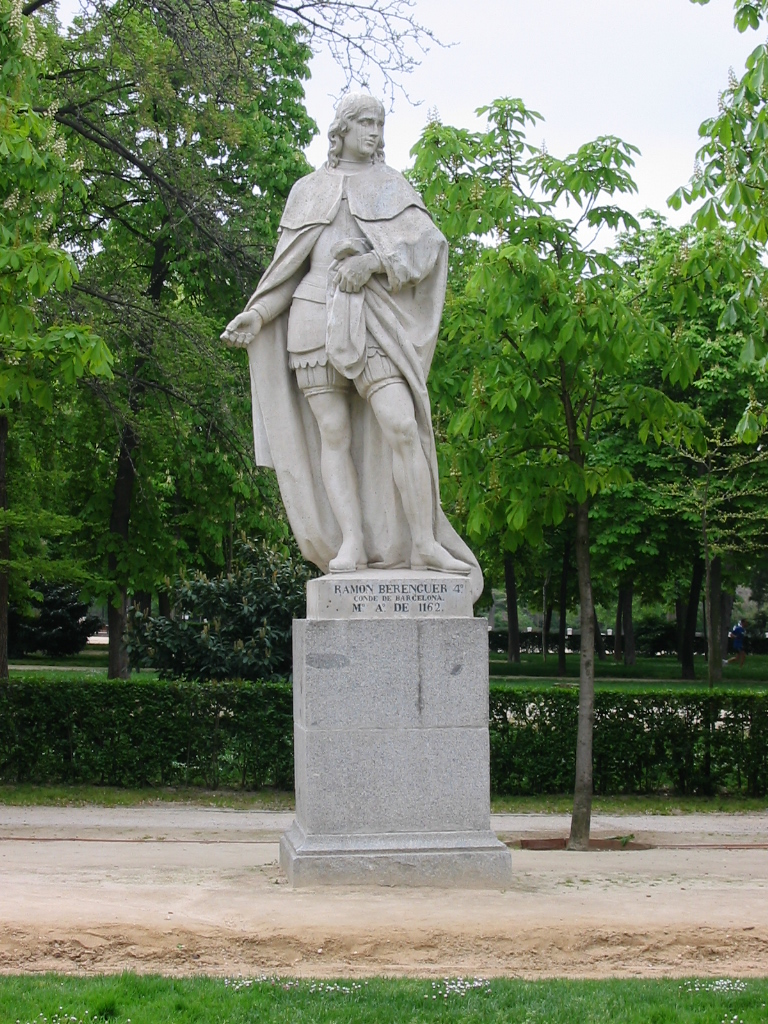
Statua di Raimondo Berengario IV, che si trova nel Paseo de la Argentina, nei giardini del Parco del Retiro di Madrid

Raimondo Berengario, detto il Giovane o il Santo (Ramon Berenguer in catalano, Ramon Berenguièr in occitano, Raimond Bérenger in francese, Ramón Berenguer in spagnolo e aragonese, Raimundo Berenguer in galiziano, Erramun Berenger in basco, Raimundus Berengarius in latino; Rodez, 1113 – Borgo San Dalmazzo, 6 agosto 1162), fu conte di Barcellona, Gerona, Osona e Cerdagna dal 1131 al 1162, poi Re d'Aragona (con la Moglie e di fatto, in quanto il suo titolo ufficiale era quello di Principe d’Aragona) e conte di Sobrarbe e Ribagorza dal 1137 al 1162.

## Origine
Secondo la Ex Brevi Historia Comitum Provinciæ e familia comitum Barcinonensium era figlio del conte di Barcellona, Gerona, Osona e Cerdagna, Raimondo Berengario III e della contessa di Provenza e Gévaudan, Dolce I, figlia primogenita del Visconte di Millau, di Gévaudan, e di Carlat Gilberto I di Gévaudan e della Contessa di Provenza, Gerberga, come viene confermato dalle Note dell'Histoire Générale de Languedoc, Tome II, figlia secondogenita del conte di Provenza, Goffredo I e della moglie Stefania o Dolce (?- dopo il 1096, anno in cui Stefania fece una donazione per l'anima del figlio Bertrando), come viene riportato a pagina 529 delle Note dell'Histoire Générale de Languedoc, Tome II; secondo lo storico Szabolcs de Vajay, Stefania era viscontessa di Marsiglia, figlia del visconte di Marsiglia, Guglielmo II.
Raimondo Berengario III di Barcellona, secondo la Inquisitio circa comitatum Carcassonæ quomodo pervenerit ad comites Barcinonenses era l'unico figlio maschio del conte di Barcellona, Gerona, Osona e Carcassonne Raimondo Berengario II, detto testa di stoppa e di Matilde d'Altavilla (o Mafalda di Puglia), che secondo il cronista attivo in Italia in epoca normanna, a cavallo tra la fine del secolo XI e l'inizio del secolo XII, Guglielmo di Puglia, nel suo Gesta Roberti Wiscardi era la figlia primogenita del duca di Puglia e Calabria e conte di Sicilia, Roberto il Guiscardo (anche l'Ex Gestis Comitum Barcinonensium ci conferma che era figlia del Guiscargo) e della principessa longobarda, Sichelgaita di Salerno, che secondo il Gestis Ducum Normannorum, Continuatione Roberti era la figlia primogenita di Guaimario, principe di Salerno e di Capua, duca di Amalfi e Gaeta e duca di Puglia e Calabria e della sua terza moglie, Gemma di Capua, figlia del conte di Capua Laidolfo.

## Biografia

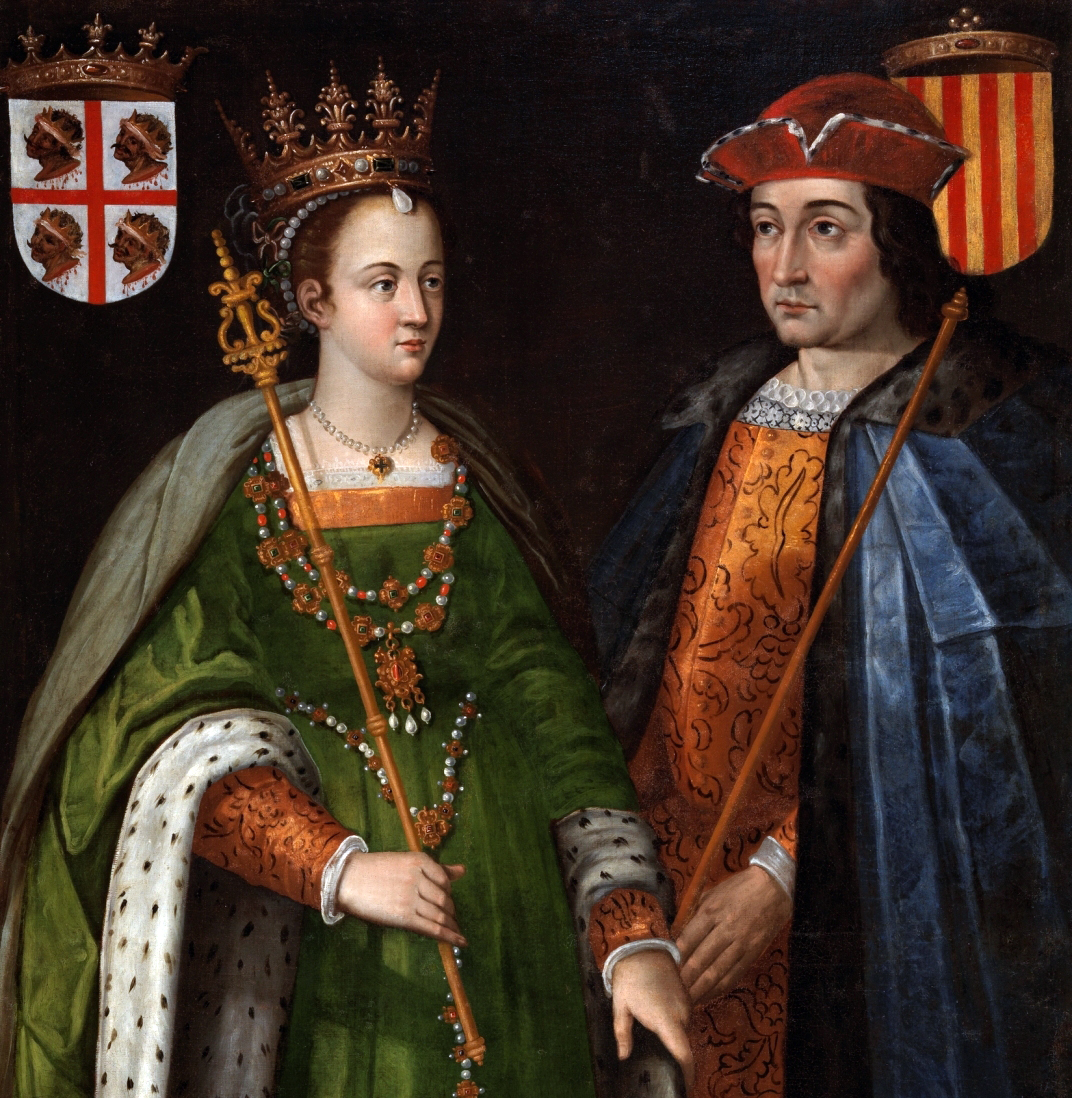
Petronilla d'Aragona e suo marito, il conte di Barcellona Raimondo Berengario IV

Raimondo Berengario viene citato per la prima volta nel documento n° 194 del Recueil des chartes de l'abbaye de la Grasse, Tome I 779-1119, del febbraio 1114, in cui i suoi genitori fecero una donazione all'abbazia di Grasse.
Poi il 20 gennaio 1117, controfirmò una donazione che i suoi genitori fecero al monastero di San Pietro di Gerona, come risulta dal documento n° XXXVIII della España sagrada Tomo XLIII.
Alla morte del padre, nel 1131, ereditò il titolo di conte di Barcellona, Girona, Osona e Cerdagna, come era espresso nel testamento del padre, datato 8 luglio 1130.
Nei primi anni del suo governo la contea dovette subire gli attacchi del re d'Aragona Alfonso I il Battagliero, che nella sua avanzata su Lleida e Tortosa, aveva occupato alcuni territori della contea di Barcellona, che, con la morte di Alfonso I, nel 1134, ritornarono sotto il controllo di Raimondo Berengario.
Nel 1137 il nuovo re d'Aragona, Ramiro II il Monaco promise la figlia Petronilla in sposa a Raimondo Berengario IV; l'impegno matrimoniale fu firmato a Barbastro, l'11 agosto 1137; mentre il 27 agosto, nel castello di Ayerbe, Ramiro II redasse un documento in cui si impegnava a non prendere importanti decisioni, senza l'approvazione del futuro genero. Il 13 novembre dello stesso anno, infine, pur mantenendo il titolo di re, Ramiro II abdicò, in favore della figlia Petronilla, e, mentre la regina bambina veniva portata a Barcellona per essere educata alla corte della contea di Barcellona, delegò il futuro genero a governare il regno d'Aragona con il titolo di principe d'Aragone e conte di Barcellona, per contrastare l'ingombrante re di León e Castiglia, Alfonso VII, che dopo aver occupato il regno di Navarra, nel 1136, era entrato in Aragona, aveva occupato parte del regno e (assumendo il titolo di Imperatore) gli aveva imposto il vassallaggio.
Ramiro II, che morì a Huesca il 16 agosto 1157 (la data della morte è stabilita in un documento del dicembre 1157) trascorse l'ultimo periodo della sua vita nel monastero di San Pedro di Huesca e nella sua proprietà di San Úrbez de Sarrablo (Huesca), ma non vi è certezza che tornasse definitivamente alla vita monastica.
Raimondo Berengario si dovette anche occupare del testamento di Alfonso I, che aveva lasciato tutti i suoi territori agli ordini monastici e tra il 1137 e il 1143 riuscì a chiudere i vari contenziosi, cedendo ai Templari sei castelli aragonesi ed alcuni territori conquistati ad al-Andalus.
In quello stesso periodo Raimondo Berengario riconobbe la sovranità del papa Innocenzo II su Aragona e sulle contee catalane.
Tra il 1139 e il 1140 a Carrión de los Condes, Raimondo Berengario IV, principe d'Aragona e conte di Barcellona, stipulò un trattato con Alfonso VII che fissava i confini tra Castiglia ed Aragona (Alfonso restituì Saragozza, dopo che all'Aragona aveva riconosciuto i territori sulla sponda sinistra del fiume Ebro e la Castiglia si teneva quelli sulla destra) e lo impegnava in una guerra di conquista contro la Navarra. Dopo essere stato sconfitto, il re di Navarra, Garcia IV Ramirez, confermandosi suo vassallo, firmò a Tudela, nel 1140, una pace separata con Alfonso VII, mentre manteneva con l'Aragona una situazione di conflittualità.

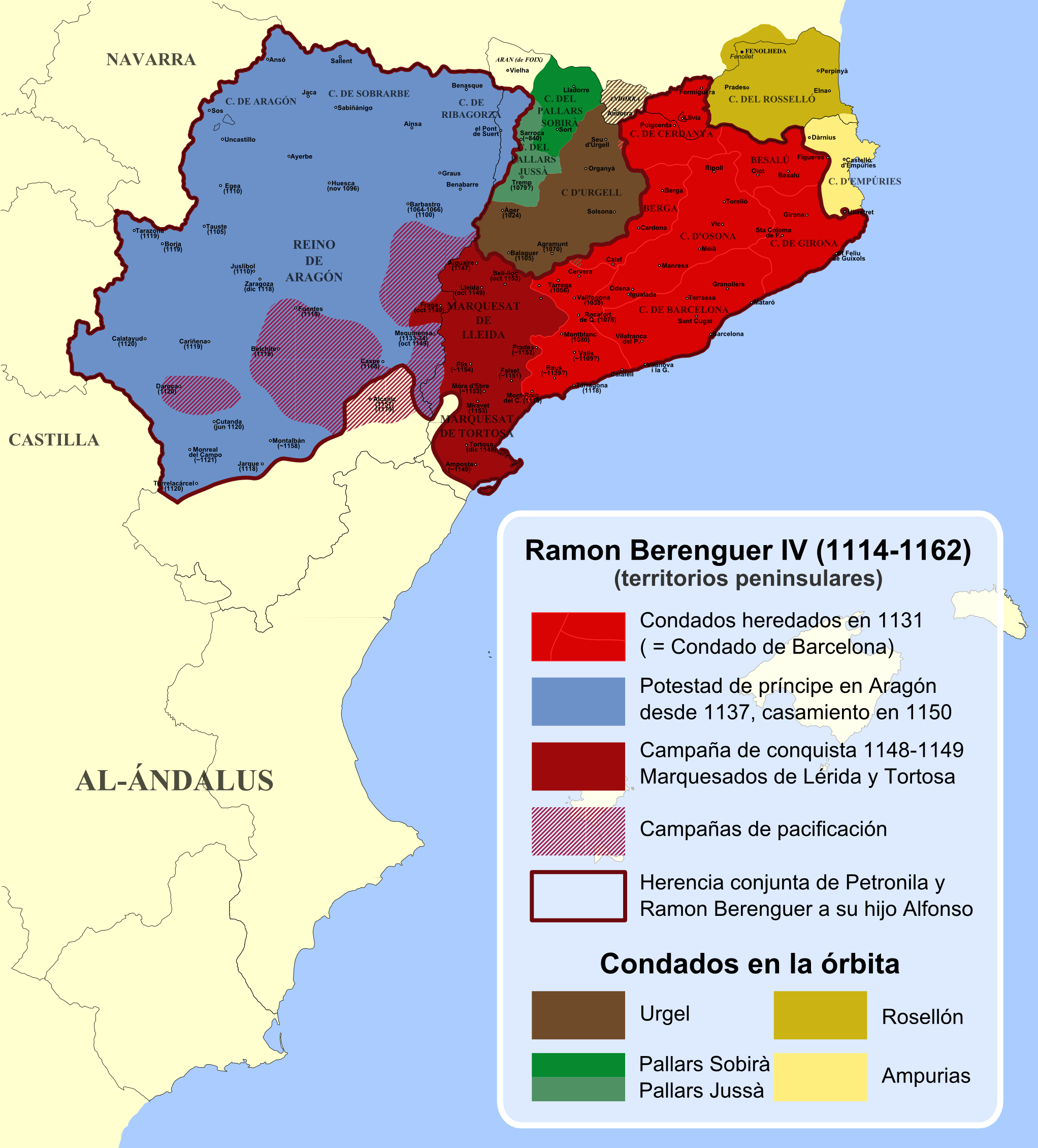
Territori peninsulari sotto il dominio di Raimondo Berengario IV al momento della sua morte (1162)

Tra il 1141 e il 1147 Raimondo Berengario IV, dopo essersi alleato con Alfonso VII, recuperò diverse città che erano state riprese dai musulmani dopo la sconfitta di Alfonso il Battagliero a Fraga, nel 1134, e operò anche varie incursioni nelle regioni di Murcia (1144) e di Valencia (1146).
Nel 1143, a Zamora, di fronte al legato del papa Innocenzo II, il re di Castiglia Alfonso VII riconobbe il contratto di matrimonio tra il conte di Barcellona, Raimondo Berengario IV, e la giovanissima regina di Aragona, Petronilla, accettando così l'unione di tutte le contee catalane con l'Aragona, e di fatto la formazione di un più grande regno d'Aragona.
Nel 1144, alla morte del fratello, il conte di Provenza Berengario Raimondo I, Raimondo Berengario IV assunse la reggenza della contea di Provenza, per conto del nipote minorenne Raimondo Berengario II, che mantenne sino al 1157.
Sempre in collaborazione con il regno di Castiglia nella lotta contro i regni musulmani, nel 1147, con l'aiuto della flotta genovese, Raimondo Berengario IV mise sotto assedio Almería
Nel 1148, completò la conquista della regione di Tortosa e tolse ai musulmani anche la regione di Lerida e Fraga il 24 ottobre 1149, dopodiché si autoproclamò marchese di Lerida e Tortosa. Durante la riconquista dele città, nella località di Tortosa le donne, rimaste da sole in città, riuscirono a difendersi da un attacco imprevisto da parte dei Mori. In seguito a questo avvenimento Raimondo Berengario IV istituì l'Ordine dell'Ascia.
Nel 1149 Raimondo Berengario IV firmò un trattato di pace con il re di Navarra Garcia IV Ramirez, che impegnava Raimondo Berengario IV, già promesso però a Petronilla di Aragona, a sposare Bianca di Navarrala, figlia di Garcia IV, che però era stata già promessa a Sancho, figlio del re di Castiglia. Ma con la morte di Garcia IV l'impegno non fu mantenuto.

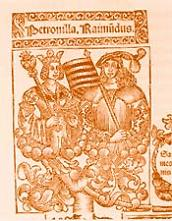
Raimondo Berengario IV e la moglie, la regina d'Aragona, Petronilla

Dopo che la regina d'Aragona, nel 1150, ebbe compiuto i quattordici anni, età richiesta dal Diritto canonico per il matrimonio, a Lerida, nel mese di agosto, Raimondo Berengario IV sposò Petronilla, ottenendo il titolo di Principe d'Aragona.
Petronilla, secondo la Ex Brevi Historia Comitum Provinciæ e familia comitum Barcinonensium, era figlia del re d'Aragona e conte di Sobrarbe e Ribagorza Ramiro II e della moglie, Matilde (o Agnese) di Poitiers (1103-circa 1160), figlia legittima del duca d'Aquitania e conte di Poitiers Guglielmo IX (questa tesi è sostenuta, sia dal Chronicon sancti Maxentii Pictavensis, Chroniques des Eglises d'Anjou che dalla Ex Gestis Comitum Barcinonensium, e anche dalla Crónica de San Juan de la Peña. Infine, secondo le Europäische Stammtafeln, vol II, 58 e 76 (non consultate) era figlia illegittima di Guglielmo IX) e vedova del visconte Emerico V di Thouars (questo matrimonio è confermato dalla donazione n° CXLVII del Cartulaire de l'abbaye de la Sainte-Trinité de Tiron, Tome I, del 1030 circa, fatta unitamente da Emerico e Agnese), che si era dimostrata fertile con il suo primo marito, come ci conferma il documento n° 1159 della Chronique de Robert de Torigni, abbé de Mont-Saint-Michel, Tome I, dove la sposa e chiamata Matilde; e la Ex Fragmentis Chronicorum Comitum Pictaviæ, Ducum Aquitaniæ dove la sposa è chiamata Matilde (Mahauda), detta Agnese (Agnes dicta), che però sostiene, assieme ad altre fonti non primarie che Agnese era la figlia di Guglielmo, signore di Puy-du-Fou.
Nel 1151 firmò il Trattato di Tudilén con Alfonso VII, che, oltre che ad essere in chiave anti navarrese, riservava all'Aragona la conquista delle terre musulmane di Valenza, Dénia e Murcia, ottenendo nuovamente il tributo dall'emirato di Valenza.
Tra il 1151 e il 1153 fondò il Monastero di Santa Maria di Poblet.
Nel 1154  ottenne da papa Anastasio IV le supremazie dell'arcidiocesi di Tarragona, su tutta la Catalogna, l'Aragona e la Navarra.
Sempre nel 1154 ottenne la tutela del visconte di Béarn, Gastone V che era ancora un bambino.
Nell'agosto del 1161, secondo la Ex Gestis Comitum Barcinonensium, Raimondo Berengario IV accompagnò sino a Torino il nipote, il conte di Provenza Raimondo Berengario II, per richiedere ed ottenere la conferma della contea di Provenza da parte dell'imperatore Federico Barbarossa. Nel contempo fu organizzato il matrimonio di Raimondo Berengario II con la nipote dell'imperatore, Richenza di Polonia, (1130-1185), figlia del duca di Polonia, in esilio, Ladislao II l'Esiliato (1105-1159) e di Agnese di Babenberg (1111-1157). Il matrimonio fu celebrato nel novembre dello stesso anno.
Sulla via del ritorno da Torino, a Borgo San Dalmazzo, nel 1162, Raimondo Berengario IV morì, conferendo al nipote la tutela del suo successore sul trono d'Aragona e nella contea di Barcellona, il figlio secondogenito Raimondo Berengario. La morte di Raimondo Berengario è riportata anche dagli Annales Sancti Victoris Massilienses e da un epitaffio dell'Appendice della España Sagrada Tomo. XLIII.
Il corpo del conte fu trasportato a Barcellona e inumato nel Monastero di Santa Maria di Ripoll.
Nel 1164, due anni dopo la morte del conte Raimondo Berengario IV, Petronilla, regina d'Aragona, abdicò a favore del figlio, Raimondo Berengario, ridenominato Alfonso, in onore del prozio, Alfonso I il Battagliero. Così, salito sul trono d'Aragona con il nome di Alfonso II, ed ereditate dal padre le contee catalane, unificò l'Aragona alla Catalogna.

## Discendenza
Raimondo Berengario e Petronilla ebbero cinque figli:
- Pietro (citato come primogenito nelle Corónicas" Navarras[15] 1152- † prima del 1162[28]), erede al trono di Aragona (come compare nel testamento di Petronilla del 1152[15])
- Alfonso II il Casto[29](1157-1196, battezzato Raimondo Berengario, poi chiamato Alfonso in onore del prozio Alfonso I il Battagliero), conte di Barcellona dal 1162 e poi re d'Aragona dal 1164 al 1196
- Pietro[29] (1158-1181), conte di Cerdagna[15] e conte di Provenza[30], che, nel 1166, al momento di assumere il titolo di conte di Provenza, prese il nome Raimondo Berengario
- Dolce[24] (1160-1198), sposò nel 1175 il re Sancho I del Portogallo
- Sancho[24](1161 – 1223), conte di Cerdagna, conte di Provenza e conte di Rossiglione.

Raimondo Berengario ebbe anche un figlio illegittimo da un'amante di cui non si conoscono né il nome né gli ascendenti:
- Raimondo Berengario (?-1212), non nominato nel testamento del padre del 1162, fu abate a Montearagón. Vescovo di Lerida 1176-1191. Infine arcivescovo di Narbona[15].

## Ascendenza
|                                       |   |                             | Genitori                  |  |  | Nonni |  |  | Bisnonni                            |  |  | Trisnonni                           |  |
|                                       |   |                             |                           |  |  |       |  |  | Raimondo Berengario I di Barcellona |  |  | Berengario Raimondo I di Barcellona |  |
|                                       |   |                             |                           |  |  |       |  |  | Raimondo Berengario I di Barcellona |  |  | Berengario Raimondo I di Barcellona |  |
|                                       |   | Sancha Sánchez di Castiglia |                           |  |  |       |  |  | Raimondo Berengario I di Barcellona |  |  |                                     |  |
| Raimondo Berengario II di Barcellona  |   |                             |                           |  |  |       |  |  | Raimondo Berengario I di Barcellona |  |  |                                     |  |
|                                       |   | Almodis de La Marche        | Bernardo I de La Marche   |  |  |       |  |  |                                     |  |  |                                     |  |
|                                       |   | Almodis de La Marche        | Bernardo I de La Marche   |  |  |       |  |  |                                     |  |  |                                     |  |
|                                       |   | Almodis de La Marche        | Almodia/Adalmoda          |  |  |       |  |  |                                     |  |  |                                     |  |
| Raimondo Berengario III di Barcellona |   | Almodis de La Marche        |                           |  |  |       |  |  |                                     |  |  |                                     |  |
|                                       |   | Roberto il Guiscardo        | Tancredi d'Altavilla      |  |  |       |  |  |                                     |  |  |                                     |  |
|                                       |   | Roberto il Guiscardo        | Tancredi d'Altavilla      |  |  |       |  |  |                                     |  |  |                                     |  |
|                                       |   | Roberto il Guiscardo        | Fresenda                  |  |  |       |  |  |                                     |  |  |                                     |  |
| Matilde d'Altavilla                   |   | Roberto il Guiscardo        |                           |  |  |       |  |  |                                     |  |  |                                     |  |
|                                       |   | Sichelgaita di Salerno      | Guaimario IV di Salerno   |  |  |       |  |  |                                     |  |  |                                     |  |
|                                       |   | Sichelgaita di Salerno      | Guaimario IV di Salerno   |  |  |       |  |  |                                     |  |  |                                     |  |
|                                       |   | Sichelgaita di Salerno      | Gemma di Capua            |  |  |       |  |  |                                     |  |  |                                     |  |
| Raimondo Berengario IV di Barcellona  |   | Sichelgaita di Salerno      |                           |  |  |       |  |  |                                     |  |  |                                     |  |
|                                       | … | …                           |                           |  |  |       |  |  |                                     |  |  |                                     |  |
|                                       | … | …                           |                           |  |  |       |  |  |                                     |  |  |                                     |  |
|                                       | … | …                           |                           |  |  |       |  |  |                                     |  |  |                                     |  |
| Gilbert I, conte di Gévaudan          | … |                             |                           |  |  |       |  |  |                                     |  |  |                                     |  |
|                                       |   | …                           | …                         |  |  |       |  |  |                                     |  |  |                                     |  |
|                                       |   | …                           | …                         |  |  |       |  |  |                                     |  |  |                                     |  |
|                                       |   | …                           | …                         |  |  |       |  |  |                                     |  |  |                                     |  |
| Dolce I di Provenza                   |   | …                           |                           |  |  |       |  |  |                                     |  |  |                                     |  |
|                                       |   | Goffredo I di Provenza      | Guglielmo II di Provenza  |  |  |       |  |  |                                     |  |  |                                     |  |
|                                       |   | Goffredo I di Provenza      | Guglielmo II di Provenza  |  |  |       |  |  |                                     |  |  |                                     |  |
|                                       |   | Goffredo I di Provenza      | Gerberga di Borgogna      |  |  |       |  |  |                                     |  |  |                                     |  |
| Gerberga di Provenza                  |   | Goffredo I di Provenza      |                           |  |  |       |  |  |                                     |  |  |                                     |  |
|                                       |   | Stefania di Marsiglia       | Guglielmo II di Marsiglia |  |  |       |  |  |                                     |  |  |                                     |  |
|                                       |   | Stefania di Marsiglia       | Guglielmo II di Marsiglia |  |  |       |  |  |                                     |  |  |                                     |  |
|                                       |   | Stefania di Marsiglia       | …                         |  |  |       |  |  |                                     |  |  |                                     |  |
|                                       |   | Stefania di Marsiglia       |                           |  |  |       |  |  |                                     |  |  |                                     |  |

### Fonti primarie
- (LA)  Rerum Gallicarum et Francicarum Scriptores, tome XII.
- (LA)  España Sagrada, volume XXIII.
- (LA)  Chronicon sancti Maxentii Pictavensis.
- (LA)  Cartulaire de l'abbaye de la Sainte-Trinité de Tiron, Tome I.
- (LA)  España Sagrada, volume XLIII.
- (LA)  Monumenta Germaniae Historica, Scriptores, Tomus XXIII.
- (LA)  Cartoulaire de Marseille Saint-Victor Tome I.
- (LA)  Monumenta Germaniae Historica, Scriptores, Tomus XXIV.
- (LA)  Rerum Gallicarum et Francicarum Scriptores, tomus XI.
- (LA)  Monumenta Germaniae Historica, Scriptores, Tomus IX.
- (LA)  Antiquitates Italicæ Medii ævi, Tome I.

### Letteratura storiografica
- Rafael Altamira, La Spagna (1031-1248), in Storia del mondo medievale, vol. V, 1999, pp. 865–896
- Edgar Prestage, Il Portogallo nel Medioevo, in Storia del mondo medievale, vol. VII, 1999, pp. 576–610
- (CA)  Crónica de San Juan de la Peña.
- (LA)  Chronique de Robert de Torigni, abbé de Mont-Saint-Michel, Tome I.
- (FR) Histoire générale de Languedoc, Notes, tomus II, su gallica.bnf.fr.